# Matojoki (vattendrag i Finland, Kajanaland)
Matojoki är ett vattendrag i Finland.   Det ligger i landskapet Kajanaland, i den centrala delen av landet, 500 km norr om huvudstaden Helsingfors.